# Tetsushi Sakamoto
Tetsushi Sakamoto (坂本 哲志 Sakamoto Tetsushi?, Ōzu, 6 de noviembre de 1950) es un político, periodista y abogado japonés, quien se desempeñó como Ministro de la Soledad de ese país y como Ministro de Medidas contra el declive Demográfico. 
Así mismo, es miembro de la Cámara de Representantes de ese país, representando al Partido Liberal Democrático.

## Biografía
Nacido en la ciudad de Ōzu, prefectura de Kumamoto, se graduó de Derecho y de Ciencias Sociales de la Universidad de Chūō. Comenzó su carrera como corresponsal de un periódico regional.
En 1991 se presentó como candidato a la Asamblea de Kumamoto, con el apoyo del Partido Liberal Democrático; ganó el escaño y sirvió como diputado a este órgano legislativo durante cuatro períodos consecutivos, hasta 2003. Ese mismo año, fue elegido a la Cámara de Representantes de Japón, por el distrito 3 de Kumamoto, venciendo al Representante titular, Toshikatsu Matsuoka. En las elecciones generales de Japón de 2005, Matsuoka venció a Sakamoto y se reincorporó a la Dieta. Matsouka fue nombrado Ministro de Agricultura en 2006 y se suicidó en mayo de 2007, en medio de un escándalo financiero.  
En las elecciones de 2007, Sakamoto regresó a la Cámara de Representantes, esta vez con el apoyo de los partidarios de Matsouka, obteniendo  13.295 y derrotando a Yoshiyuki Araki. Aunque estaba afiliado al Partido Liberal Democrático, se presentó a las elecciones sin tener su aval; como consecuencia, el comité regional del partido rechazó su integración al grupo parlamentario de este. Sin embargo, el Comité Nacional permitió su integración.  
Durante el segundo gobierno de Shinzo Abe, se desempeñó como Secretario Parlamentario de Asuntos Internos y Comunicaciones, Viceministro de Asuntos Internos y Comunicaciones y Viceministro de la Oficina del Gabinete.
Sakamoto está afiliado al lobby revisionista Nippon Kaigi, miembro del grupo de esa asociación en la Dieta, y también al grupo parlamentario Shintō Seiji Renmei.
En septiembre de 2020 fue nombrado por el primer ministro Yoshihide Suga como Ministro especial para el desarrollo regional y de medidas contra el declive demográfico. El 12 de febrero de 2021, el lo nombró como Ministro de la Soledad, cargo creado para aliviar el aislamiento social.